# 安里安恒
安里 安恒（あさと あんこう、1827年 - 1903年、1828年 - 1906年の説もあり）は、琉球王国時代から明治にかけての沖縄の唐手（現・空手）家。首里手の大家の一人として知られる。

## 経歴
安里安恒は、1827年、琉球王国の首都・首里に生まれた。号は麟角斎、称号は親雲上（ペークミー、上級士族）。王国時代の正式名称は安里親雲上安恒である。毛氏安里家の元祖は、尚清王の三司官を務めた池城親方安基（? - 1567年）であり、安里家はその直系である池城家の支流（分家）にあたる。安里家は、代々、首里と那覇の中間にある真和志間切安里村（現・那覇市安里）を治める脇地頭（小領主）であり、その家格は御殿（ウドゥン）に次ぐ、殿内（トゥンチ）という名家であった。
安里安恒は、18歳の頃、首里手の大家・松村宗棍に入門したと言われる。当時の弟子には、のちに牧志恩河事件で失脚して自殺した政治家・牧志朝忠（板良敷[いたらしき]朝忠とも）がいた。
同じ松村門下の糸洲安恒が頑強な体格をもち、力強い突き手として知られていたのに対し、安里は身が軽く、繰り出す技が素早かったといわれる。「人の手足は剣と思え」という安里の言葉が伝えられている。琉球王国時代は、尚泰王の近習方を務めた。
弟子の船越義珍によると、安里は「明治十二年廃藩置県後は琉球末期の国王尚泰侯の国務大臣として、麹町の尚家に十三カ年も献身奉公された」（「恩師安里安恒先生の逸話」）とあり、尚泰侯爵に随行して東京に滞在したようである。「国務大臣」という肩書きが具体的に何を指すのかは不明であるが、おそらく侯爵の秘書のような役職にあったものと思われる。沖縄に帰郷したのは、1892年（明治25年）であった。
東京時代、安里は明治天皇の別当を務めた目賀田雅周から洋式馬術を習い、弓術は関口某から習った。剣術は、沖縄にいた頃、示現流の伊集院某より学んだという。安里の弟子は、船越義珍一人であった。安里は1903年（明治36年）、もしくは1906年（明治39年）死去した。